# 최후심판의 과정교회
최후심판의 과정교회(영어: The Process Church of the Final Judgment), 속칭 과정파 교회(영어: Process Church)는 1966년 영국에서 메리 앤 맥클레인과 로버트 드 그림스턴 부부가 창시한 종교단체다. 1960년대 말에서 1970년대 초에 영국과 미국에 널리 퍼졌다. 
이 두 사람은 원래 사이언톨로지 교인이었으나 1962년에 사이언톨로지에서 이탈하고 이듬해 결혼했다. 그들은 강박분석파(Compulsions Analysis)라는 사이언톨로지 이탈자 집단을 만들고, 거기에 새로운 교리를 가미하여 과정파 교회를 만들었다. 교단원들은 초기에 서런던 메이헤어에서 꼬뮌 생활을 하다 멕시코 유카탄반도로 옮겼다. 그 뒤 미국 뉴올리언스로 옮겨 거기 정착했다. 
1969년 맨슨 패밀리의 LA 연쇄살인사건에 대한 수사로 패밀리의 교주 찰스 맨슨과 과정파 사이에 관련이 있을 가능성이 시사되었다. 이것을 확증할 물증은 없지만, 과정파는 이 문제로 크게 평판의 타격을 받았다.
1970년대 초, 사회학자 윌리엄 심즈 브레인브리지가 이 종교단체를 밀접하게 조사해서 그들의 습속에 대한 심층연구를 남겼다. 1974년, 교주 부부가 이혼하면서 교단이 남편 드 그림스턴의 소수파와 아내 맥클레인의 다수파로 갈라졌다. 소수파는 1979년 와해되었고, 다수파는 천년반석교회(영어: Foundation Church of the Millennium)라고 이름을 바꾸고 노골적으로 기독교색을 드러내고 있다.